# Hampshire (Illinois)
Hampshire – wieś w hrabstwie Kane, w stanie Illinois.

## Władze
Obecnym prezydentem wsi jest Mike Reid, Jr..

## Geografia
Współrzędnie wsi to 42°5′56″N 88°31′33″W. Cała powierzchnia (100%) Hampshire to powierzchnia lądowa.

## Historia
Pierwotnie wieś nazywała się Henpeck. Wieś powstała kiedy Zenas Allen z Vermont został pierwszym osadnikiem w 1836. Gmina Hampshire powstała w 1845 roku - wtedy też nazwa wsi została zmieniona na Hampshire. W 1876 roku wioska została przeniesiona bliżej trasy kolejowej Chigaco-Pacific. W tym samym roku wieś została zarejestrowana. Pierwszym prezydentem Hampshire był Samuel Rowell. Podczas II wojny światowej Hampshire zostało wybrane na miejsce obozu (POW) dla 250 niemieckich jeńców.